# Хаитянска гигантска дървесница
Хаитянските гигантски дървесници (Osteopilus vastus) са вид земноводни от семейство Дървесници (Hylidae).
Срещат се на остров Еспаньола на Антилските острови.
Таксонът е описан за пръв път от американския палеонтолог Едуард Дринкър Коуп през 1871 година.